# Monument au Ruhnama
Le monument au Ruhnama est un ensemble monumental dédié au livre écrit par le président de la république du Turkménistan Saparmyrat Nyýazow (1991 — 2006). Sous son régime, le Ruhnama (le livre de l'âme, ou de l'esprit) était censé être un guide pour chaque Turkmène. 
Appris par cœur à l'école, il devait également être connu des adultes et était le sésame indispensable pour entamer une carrière de fonctionnaire. Selon l'idéologie officielle, sa valeur était égale au Coran et à la Bible et le réciter trois fois conduisait directement au Paradis.

## Description
Le monument au Ruhnama est situé au cœur du parc de l'indépendance, un espace vert aménagé dans le centre-ville de la capitale turkmène, Achgabat (à proximité du monument de l'indépendance turkmène). 
Composition originale, sinon excentrique, il représente un grand livre en métal et granite sur la couverture duquel sont inscrits le titre abrégé (Ruhnama) et le nom du président, dont le profil doré et les armes (un aigle à cinq têtes) sont également représentés. 
Trônant au milieu d'un grand bassin agrémenté de fontaines, il est illuminé la nuit. Un mécanisme contrôlé par ordinateur permet de faire tourner les pages du livre à intervalles réguliers, découvrant des citations (manuscrites) du président.